# Академия арабского языка в Дамаске
Академия арабского языка в Дамаске (араб. مجمع اللغة العربية بدمشق‎) — старейшее научное учреждение-регулятор норм арабского языка. Создана в 1918 году по указу короля Сирии Фейсала I, который учредил Академию на базе медресе Аль-Адилия в Дамаске по образу и подобию Французской Академии.
Основной миссией созданной Академии была арабизация языка и культуры после длительного периода османского господства и засилья турецкого языка в большей части арабского мира. В Академии был создан ряд комитетов с участием известных в арабском мире учёных и экспертов — знатоков арабского языка, которые занимались внедрением арабского языка государственных учреждениях и повседневной жизни населения многих арабских стран.
Руководителями Академии были:
- Мухаммед Курд Али (1919—1953)
- Халиль Мардам-бей (1953—1959)
- Принц Мустафа Шахаби (1959—1968)
- Доктор Хусни Саб (1968—1986)
- Доктор Шакер аль-Фаххам (1986—2008)
- Доктор Марван Махасне (2008—2022).
- Махмуд Ахмед Аль-Сайед (2022 — настоящее время).

В 2011 году библиотека Академии содержала около 15000 томов и 500 рукописей.